# Hecate Enthroned
Hecate Enthroned est un groupe de black metal symphonique britannique, originaire de Wrexham, Pays-de-Galles. Le groupe se forme en 1993 en tant que groupe de blackened death metal originellement sous le nom d'Amethyst. En 1995, il change de nom et s'oriente vers un style orienté black metal comparable à celui de Cradle of Filth.

## Biographie

### Débuts (1993-1995)
Le groupe se forme en 1993 à Wrexham, au Pays-de-Galles orienté blackened death metal originellement sous le nom d'Amethyst avant de changer pour celui de Daemonum ; le premier line-up se compose de Jon Kennedy, Nigel Dennen, Ian Maiden, Mark Watson-Jones (également membre de Blacklisted), Steve, Gary et Marc. Ils font paraître une cassette audio démo en 1991, Dreams to Mourn.
En 1994, après avoir été invité par Dani Filth pour jouer de la basse dans son groupe, Cradle of Filth, Jon quitte Daemonum et rejoint Cradle of Filth, remplaçant temporairement Robin Eaglestone. Cependant, en 1995, Kennedy quitte Cradle of Filth et revient dans Daemonum, qui change de nom pour Hecate Enthroned et qui développe un style plus orienté black metal mélodique. Ian, Mark, Steve et Gary quittent le groupe peu après, et sont remplacés par le bassiste Dylan Hughes, le claviériste Michael Snell et le batteur Craig. Marc et Nigel Dennen endossent le rôle de guitaristes. Ian remplace également brièvement Jon au chant lorsqu'il part chez Cradle of Filth. Avec ce line-up et pendant la même année, ils enregistrent leur cassette démo, An Ode for a Haunted Wood.

### DeUpon Promeathean ShoresàDark Requiems(1995-1998)
Leur cassette démo An Ode for a Haunted Wood attire l'attention du label indépendant britannique Blackend Records, qui signe Hecate et réédite la cassette sous le titre Upon Promeathean Shores (Unscriptured Waters) en format EP en 1995. En 1997, Craig quitte le groupe et est remplacé par le batteur Robert « Bob » Kendrick (ancien membre d'Art of Mutilation et Necropsy), et pendant la même période, Hecate fait paraître son premier album studio intitulé The Slaughter of Innocence, a Requiem for the Mighty, produit par Andy Sneap, qui a vu le groupe s'orienter vers un style musical brutal et symphonique. L'album est bien accueilli malgré des critiques disant que le groupe est musicalement la « copie de Cradle of Filth », un point de vue que le chanteur de Cradle, Dani Filth, partageait : « Je ne vais pas citer le nom de ce groupe parce que les gens demandent : « ça vous ennuie ? ». Eh bien, ce qui nous ennuie c'est d'être imités, et c'est ridicule. Ca n'a aucun sens, vraiment. Mais, vous savez, si c'est dans leur intérêt de nous copier... c'est flatteur, vraiment. »
En 1998, Paul Massey et Marc quittent le groupe, et son remplacés respectivement par Dylan Hughes (qui revient dans le groupe après l'avoir quitté en 1995) et le guitariste Andy Milnes ; la même année, ils font paraître leur second album Dark Requiems... and Unsilent Massacre, avec un style musical plus lent, principalement constitué de morceaux de claviers.

### Kings of ChaosetMiasma(1998-2001)
Quelques mois après la parution de Dark Requiems..., à la suite de problèmes et divergences musicales entre lui et le groupe, le chanteur Jon Kennedy est renvoyé. Le claviériste Michael quitte également le groupe ; il est par la suite remplacé par « Daz » Bishop, et Kennedy par Dean « The Serpent » Seddon, également membre des groupes Ewoc et Nierty. L'année suivante, ils font paraître leur premier album aux côtés de Seddon, Kings of Chaos ; le style musical change drastiquement par rapport à leurs trois précédentes parutions, et plus orienté death metal.
En 2001, Hecate fait paraître un mini-EP de leurs chansons en plus d'une reprise du titre Buried Alive du groupe Venom, intitulé Miasma. La même année, Dean Seddon participe à l'album The Goat of Mendes du groupe Akercocke, en fournissant les morceaux de chant pour leur titre The Serpent.

### RedimusetVirulent Rapture(2004-2013)
En 2004, Dean quitte temporairement le groupe, et est brièvement remplacé par Frostwork et Heathen Deity, le chanteur du groupe Dagon. Le claviériste Daz quitte également le groupe et est remplacé par Pete White. Cependant, Dean revient pour l'enregistrement de leur quatrième album, Redimus. Il s'agit d'une continuité de l'album Kings of Chaos, dans lequel viennent s'ajouter des éléments de guitares death metal, des tempos et hurlements mélangés à des éléments de claviers orientés black metal symphonique, et des mélodies. Quelques éléments de metal progressif ont également été ajoutés, comme entendu dans le titre Morbeea, une musique acoustique influencé par le flamenco espagnol. Jason Mendonça du groupe Akercocke participe à la conception de cet album. Redimus est également le dernier album de Hecate Enthroned à être paru au label Blackend ; ils signent avec un autre label, Crank Music Group, en septembre 2013. En 2006, Hecate Enthroned embarque pour une tournée britannique à Londres, Southampton, Nottingham, Bradford et Wolverhampton. En 2007, ils partent en tournée en Norvège pour le festival Inferno aux côtés d'Immortal, puis pour de nombreuses dates en Espagne, en Bulgarie, Roumanie et Allemagne. Le groupe est programmé pour une date à Bogota en décembre 2012, mais annulé à la suite de conflits internes.
Le 10 décembre 2012, le groupe annonce sur leur page Facebook le renvoi du chanteur Dean Seddon et du batteur Bob Kendrick. Bob est remplacé par Gareth Hardy, et le groupe annonce le 14 avril 2013, le chanteur Elliot Beaver (également membre des groupes Aeternum et Phyrexia). Lors d'un entretien avec le webzine RoarRock le 21 janvier 2013, le groupe annonce la parution prochaine d'un nouvel album, à l'origine intitulé Virulent Rapture, sur lequel ils travaillent. Il est publié au label Crank Music Group le 25 novembre 2013. Sarah Jezebel Deva d'Angtoria et Cradle of Filth a participé à l'élaboration de Virulent Rapture aux morceaux de chants soprano pour une chanson. Le groupe fait ensuite une tournée promotionnelle pour Virulent Rapture.

## Membres

### Membres actuels
- Elliot Beaver — chant (depuis 2013)
- Nigel Dennen — guitare (depuis 1993)
- Andy Milnes — guitare (depuis 1997)
- Dylan Hughes — basse (1995, depuis 1998)
- Pete White — clavier (depuis 2004)
- Gareth Hardy — batterie (depuis 2012)

### Anciens membres
- Jon Kennedy — chant (1993–1994, 1995–1998), basse (1993–1994)
- Dean « The Serpent » Seddon — chant (1998–2004, 2004–2012)
- Marc — guitare (1993–1997)
- Paul Massey — basse (1997–1998)
- Michael Snell — claviers (1995–1999)
- Craig — batterie (1995–1996)
- Darren « Daz » Bishop — clavier (1999–2004)
- Dagon — chant (2004)
- Robert « Bob » Kendrick — batterie (1997–2012)
- Ian Maiden — chant (1994–1995)
- Mark Watson-Jones — basse (1994–1995)
- Gary — batterie (1993–1995)

## Discographie

### Albums studio
- 1997 : The Slaughter of Innocence
- 1998 : Dark Requiems...
- 1999 : Kings of Chaos
- 2004 : Redimus
- 2013 : Virulent Rapture
- 2019 : Embrace of the Godless Aeon

### Autres
- An Ode For A Haunted Wood  (démo, 1995)
- Upon Promeathean Shores (EP, 1996)
- Miasma (EP, 2001)
- The Blackend Collection (best of/compilation, 2004)